# Stor mjölbagge
Stor mjölbagge eller vanlig mjölbagge (Tenebrio molitor) är en art i underfamiljen mjölbaggar. Skalbaggens larver är skadedjur på grödor och spannmål men används även för att mata husdjur. Larven kallas vanligen mjölmask.

## Kännetecken
Den full utvecklade baggen (imago) har en långsträckt kroppsform och blir 10 till 18 mm lång. Färgen är kort efter kläckningen ljusbrun och blir sedan mörkare, över rödbrun till svart. Täckvingarna är något böjda och har längsgående rännor. Kroppens undersida, extremiteterna och antennerna har en rödbrun färg.

## Utbredning
Arten har en världsvid utbredning och är en av de vanligaste kulturföljarna. I naturen lever de vuxna individerna liksom larverna i mulm och fågelbon. I människans omgivning lever baggen i mjöl eller andra spannmål. Den vistas främst i mörka och varma rum.

## Levnadssätt
Imagon är aktiv på natten och livnär sig på grödor och andra ämnen som innehåller stärkelse. Ibland äter de andra insekter eller till och med sina egna larver. Under dagen vilar de oftast gömda, till exempel i håligheter i möbler. De vuxna individerna kan flyga men gör det sällan. Larverna äter liksom imagon ämnen med stärkelse men de är något mer kannibaliska.

## Fortplantning
Honor lägger under hela sitt liv som varar i tre till fyra månader 100 till 150 ägg. Äggen lämnas glest fördelade eller i små grupper. De ovala och klibbiga äggen har en längd på 1,5 mm. Vanligen klistras stoft fast på äggen som ger bättre kamouflage. Larverna är i början vita och cirka 2 mm långa. Trots sin maskliknande form rör sig larverna från början på sex extremiteter. Kroppsfärgen ändras med tiden till gulbrun men vid varje hudömsning blir de åter mera vitaktiga. Efter två till tre veckor vid en kroppslängd på cirka 40 mm är de redo för förpuppning.

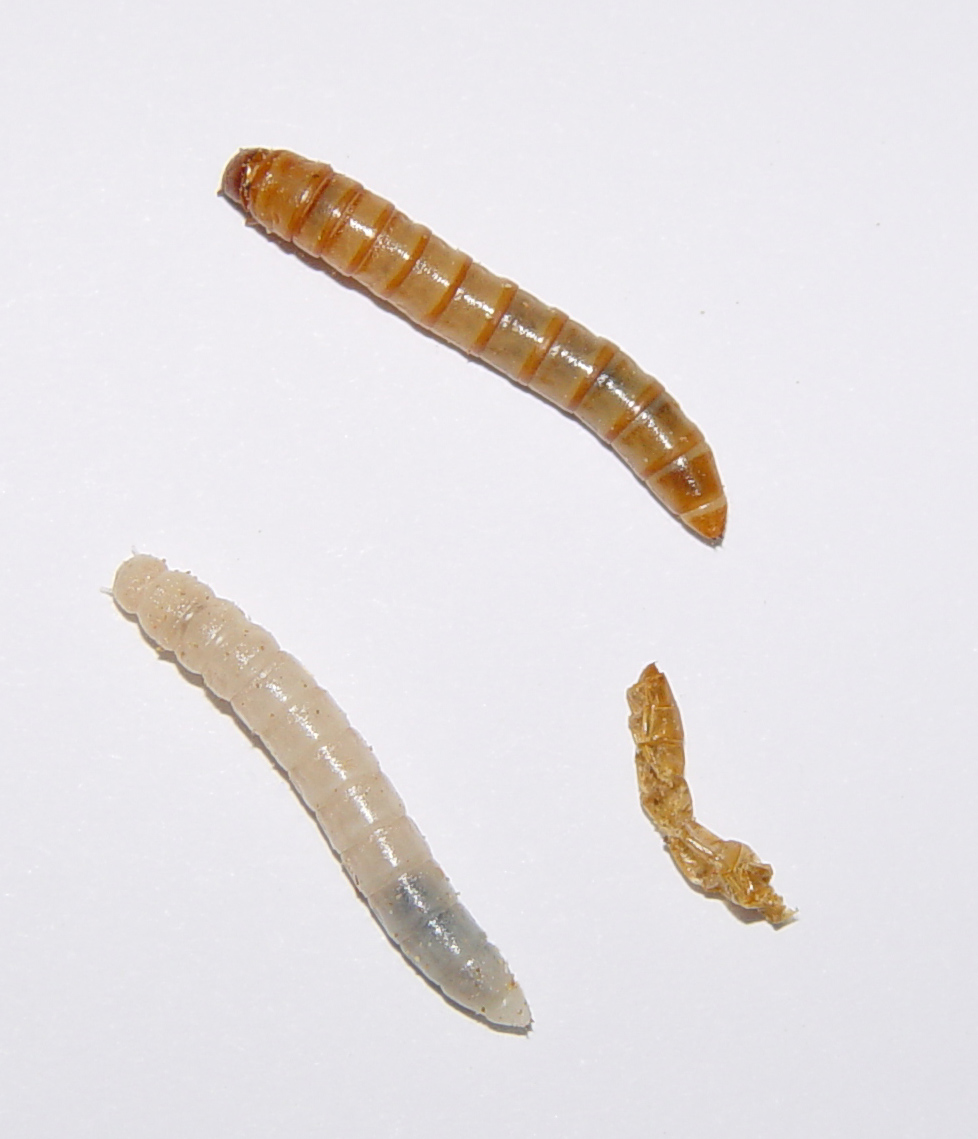
Mjölmask, före och efter hudömsningen
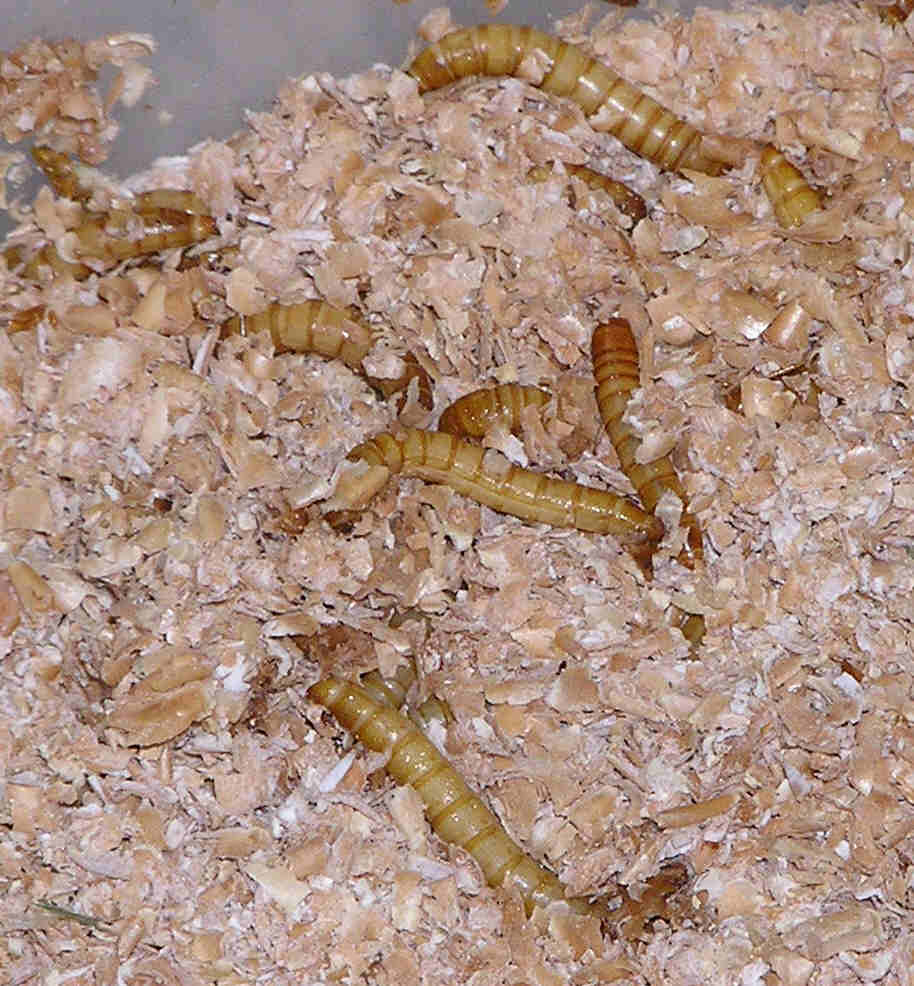
Mjölmaskar bland kli
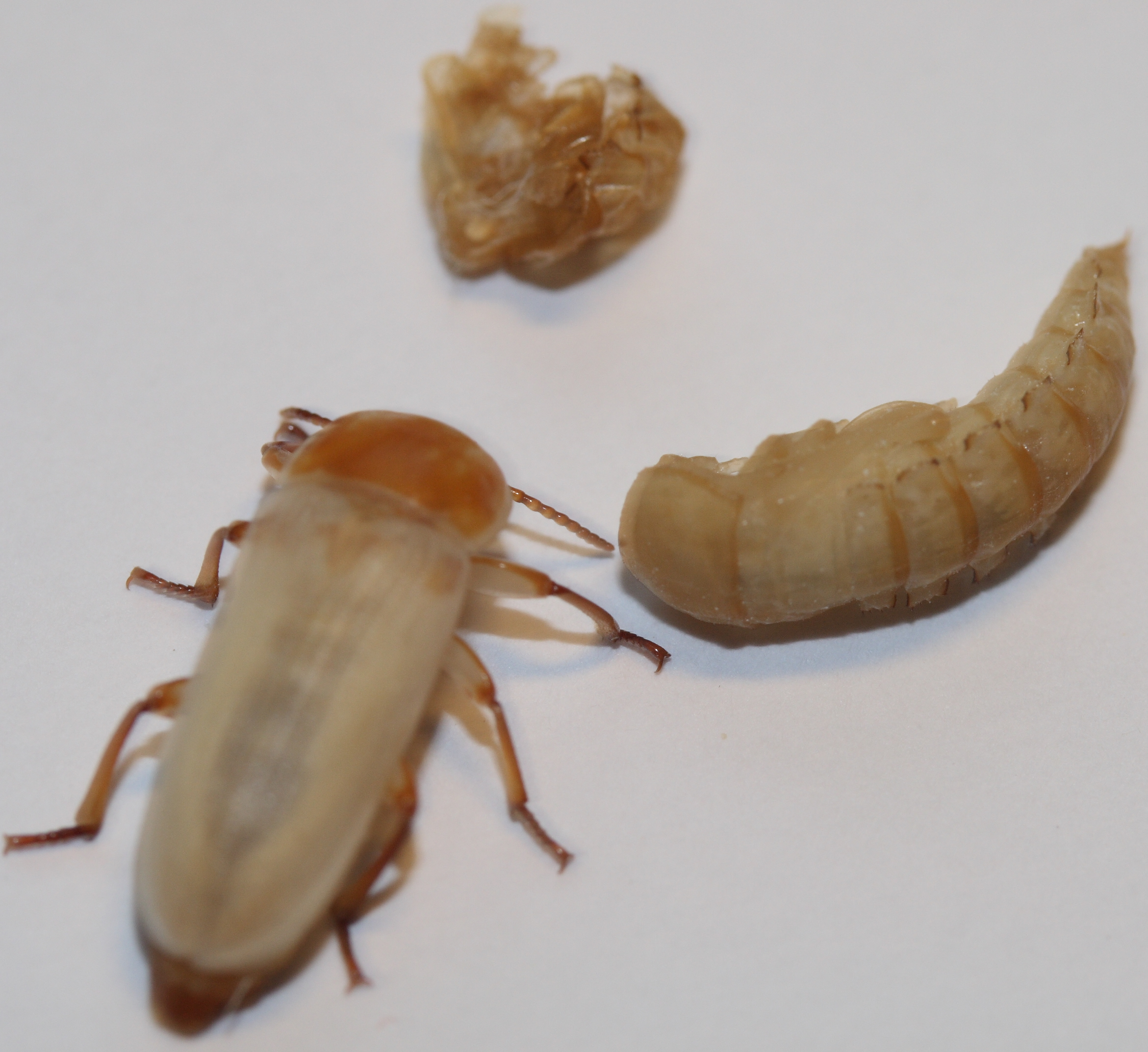
Puppa och "nyfödd" imago

## Föda för husdjur
Larver av stor mjölbagge används ofta som föda för burfåglar och som bete för fiske. Även upphittade utmattade fladdermöss matas av djurskötare vanligen med mjölmask. Masken är dessutom ett proteinstillskott för gnagare som hålls som sällskapsdjur. Larven äts främst levande. Masken används sparsamt även som föda för ödlor och andra terrariedjur.
Mjölmasken kan vara värd för bandmasken Hymenolepis nana.